# Macquarischildpad
De macquarischildpad (Emydura macquarii) is een schildpaddensoort uit de familie Chelidae of slangenhalsschildpadden.

## Naam en indeling
Andere namen zijn Macquari’s spitskopschildpad of Murray-rivierschildpad. De wetenschappelijke naam van de soort werd voor het eerst voorgesteld door John Edward Gray in 1830. Oorspronkelijk werd de wetenschappelijke naam Emys macquaria gebruikt. Een van de verouderde wetenschappelijke namen van deze soort is Emydura australis. De soort werd door de jaren heen tot verschillende geslachten gerekend, zoals Emys, Platemys en het niet langer erkende Chelymys. Hierdoor zijn in de literatuur verschillende wetenschappelijke namen in gebruik.
De soortaanduiding macquarii is vernoemd naar de Macquarierivier die op haar beurt is vernoemd naar de voormalige gouverneur van New South Wales Lachlan Macquarie (1762 – 1824).

## Ondersoorten
Er worden vier ondersoorten erkend, waarvan er twee pas in 2003 wetenschappelijk zijn beschreven. De ondersoort Emydura macquarii krefftii wordt soms ook wel als een aparte soort beschouwd. Een aantal voormalige ondersoorten worden tegenwoordig niet meer erkend. Voorbeelden zijn Emydura macquarii dharra, Emydura macquarii gunnabarra en Emydura macquarii dharuk. De ondersoorten verschillen voornamelijk in verspreidingsgebied en zijn onderstaand weergegeven.
| Naam                       | Auteur                           | Verspreidingsgebied                     |
| -------------------------- | -------------------------------- | --------------------------------------- |
| Emydura macquarii emmotti  | Cann, McCord & Joseph-Ouni, 2003 | Australië (Queensland)                  |
| Emydura macquarii krefftii | Gray, 1871                       | Australië (Queensland, New South Wales) |
| Emydura macquarii          | Gray, 1830                       | Australië (New South Wales)             |
| Emydura macquarii nigra    | McCord, Cann & Joseph-Ouni, 2003 | Australië (Queensland)                  |

## Uiterlijke kenmerken

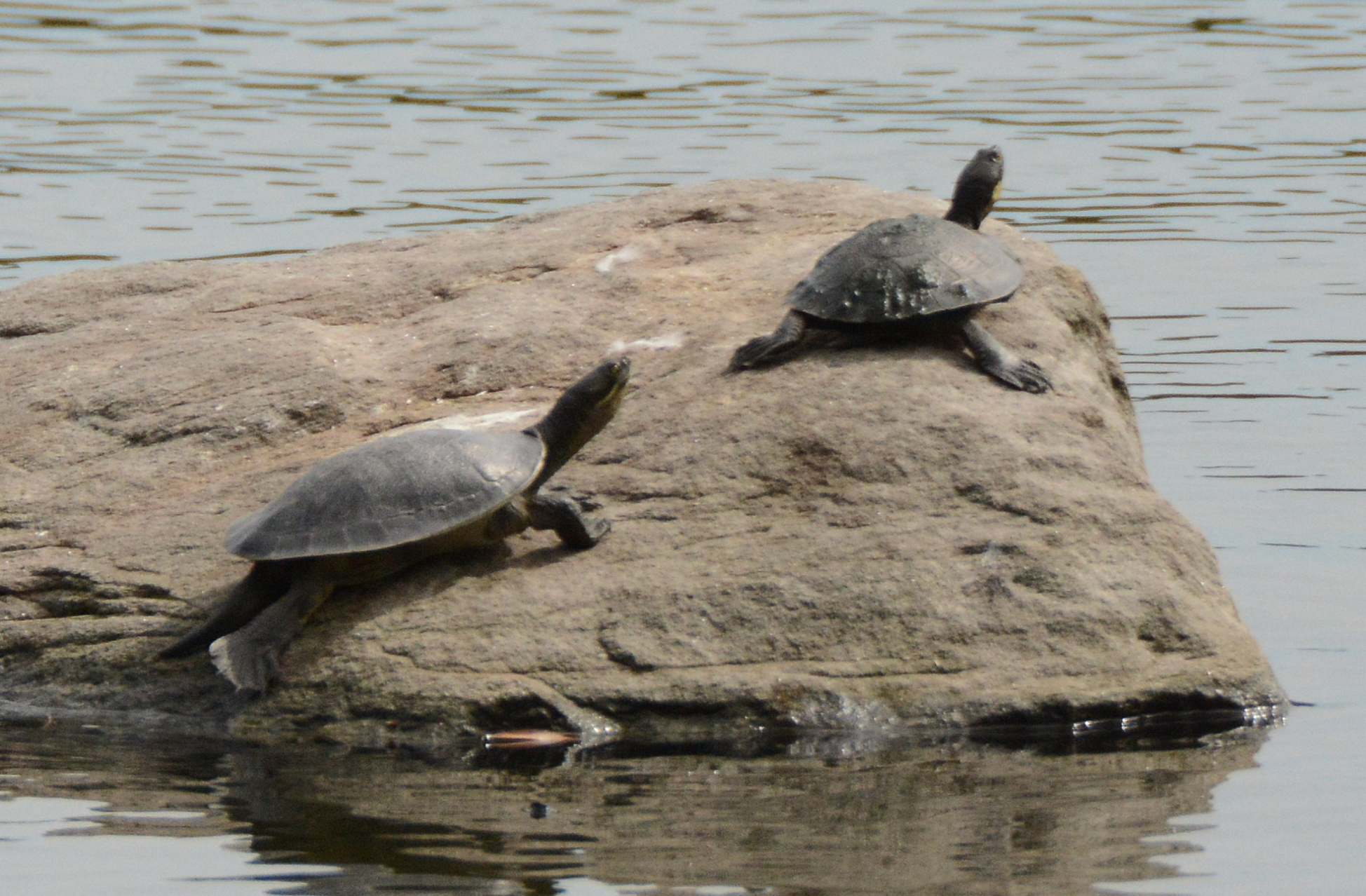
Exemplaren van de ondersoort Emydura macquarii macquarii, Centennial Park, Sydney (Australië).

Een vrouwtje kan een schildlengte bereiken van ongeveer 34 centimeter, mannetjes blijven ongeveer een derde kleiner tot 24 cm. Het rugschild heeft een ovale vorm en is enigszins koepelvormig. Er is geen lengtekiel aanwezig op het midden van het schild bij de volwassen vrouwtjes, soms wel bij de mannetjes. Het rugschild is voorzien van een ruwe structuur bestaande uit lengtegroefjes, het schild is het breedst aan de achterzijde. De kleur van het rugschild is lichtgeel tot zwartgrijs, de naden tussen de schildplaten hebben een donkere kleur. Het buikschild is langwerpig van vorm en relatief smal, het buikschild heeft een uniform gele kleur. De plastronformule is als volgt: fem > pect > abd > intergul >< an > gul > hum.
De kop is middelgroot en heeft een lange snuit, de kop heeft een beige tot bruine kleur, de onderzijde is lichter. Van de mondhoek tot in de nek is vaak een gele streep aanwezig. De bek heeft een gele kleur, een inkeping in de bovenkaak ontbreekt. De ogen puilen wat uit en zijn aan de voorzijde van de kop gepositioneerd. Onder de kin zijn twee baarddraden aanwezig. De poten, en met name de achterpoten, zijn groot en erg krachtig, tussen de tenen en vingers zijn sterk ontwikkelde zwemvliezen aanwezig.
Mannetjes zijn van vrouwtjes te onderscheiden door een langere en dikkere staart en een iets holler buikschild. Jongere dieren hebben een rond schild met scherpe uitsteeksels aan de achterste marginaalschilden. Op het midden van het schild is ook een lage kiel aanwezig. Het rugschild heeft een gele tot beige kleur met donkere vlekjes.

## Levenswijze
De macquarischildpad is sterk aan water gebonden, maar ook regelmatig op het land te vinden als het dier ligt te zonnen. Als er iets verdachts gebeurt, duikt de schildpad snel in het water.
Bij de paring knikt het mannetje met zijn kop en streelt de baarddraden van het vrouwtje. De vrouwtjes zetten de eitjes af in een ondiepe kuil langs de rivieroever. De eieren hebben een broze schaal en zijn vrij groot; ze zijn 33 millimeter lang en 23 mm breed. Het aantal eieren per legsel varieert van zes tot 24, gemiddeld zijn het er vijftien. Het totale aantal eieren dat in een seizoen kan worden geproduceerd ligt op ten minste 84.
De macquarischildpad is een omnivoor, het voedsel bestaat uit amfibieën zoals kikkers en daarnaast worden wormen, tweekleppigen, kreeftachtigen, vissen en insecten buitgemaakt. Daarnaast worden algen en waterplanten gegeten. Oudere dieren eten met name plantaardig materiaal en jongere dieren voornamelijk vlees.
De schildpad is erg actief en is daardoor populair in dierentuinen. De soort wordt ook op grote schaal in het wild gevangen voor de handel in exotische dieren. Van alle spitskopschildpadden is de macquarischildpad veruit de meest algemene soort en het dier wordt niet beschouwd als bedreigd. Door de internationale natuurbeschermingsorganisatie IUCN is er nog geen beschermingsstatus toegewezen.

## Verspreiding en habitat
De soort komt endemisch voor in zuidoostelijk Australië, en leeft in de staten Queensland, New South Wales, Victoria en Zuid-Australië. De macquarischildpad heeft van alle spitskopschildpadden het grootste verspreidingsgebied. De habitat bestaat uit meren, lagunes en rivieren met zowel diepere als ondiepere delen. Belangrijke delen van het areaal bevinden zich in de riviersystemen van de Murray en de Brisbane. In de koudere delen van het jaar wordt een winterslaap gehouden.